# Muzeum Barberini
Muzeum Barberini je muzeum umění v Německu, na náměstí Alter Markt v braniborské Postupimi.

## Budova a sbírky
Budova muzea je rekonstrukce dřívějšího paláce Barberini, který nechal v 18. století postavit Fridrich Veliký podle Palazzo Barberini v Římě a který byl téměř zničen při britských náletech v roce 1945; samotné muzeum bylo otevřeno v roce 2017. Výchozím bodem prezentací je umělecká sbírka podnikatele v oboru softwaru, miliardáře a mecenáše Hasso Plattnera, který finančně rekonstrukci podpořil. Sbírka se zaměřuje na impresionismus a umění bývalé Německé demokratické republiky.
Vedle sbírky uměleckých děl z bývalé NDR pořádá muzeum i speciální tematické, časově omezené výstavy. Jedná se o výpůjčky od mezinárodních muzeí a soukromých sbírek. Témata výstav sahají od starých mistrů až po současné umění, přičemž důraz je kladen především na impresionismus. Tři krátkodobé výstavy jsou plánované každý rok.